# Ogã
Ogã (do iorubá -ga: "pessoa superior", "chefe", "com influência"; do jeje ogã: "chefe", dirigente") é o nome genérico para diversas funções masculinas. Na religião afro-brasileira candomblé é o nome do sacerdote escolhido pela divindade ancestral orixá, que permanece lúcido durante todos os trabalhos, não entrando em transe, mas ainda assim recebendo a intuição espiritual.
Os instrumentos percussivos atabaques, no candomblé só podem ser tocados pelo ogãs musicais Alabê (nação Queto), Cambondo (nações Angola e Congo) e Runtó (nação Jeje), que é o responsável pelo Rum (atabaque maior  que comanda o Rumpi e o Lê) e pelos ogãs nos atabaques menores sob o seu comando. É o Alabê que inicia o toque no Rum para que o orixá execute sua coreografia, de caça, de guerra, sempre acompanhando o floreio do instrumento.
Os atabaques são chamados de Ilú na nação Queto, e ingomba na nação Angola, mas todas as nações adotaram os nomes: Rum, Rumpi e, Le. Apesar de ser uma denominação Jeje.

## Candomblé Jeje
Os cargos de ogã na nação Jeje são assim classificados:
- Pejigã, que é o primeiro ogã da casa jeje. O mais velho de todos, geralmente o mais sábio, com a função de cuidar do peji (altar dos santos) e zelar pelos assentamentos dos filhos da casa.

- Runtó, o segundo, o tocador do atabaque Rum. Os atabaques Rum, Rumpi e, Lé são Jeje.

- Axogum, um ogã importante no candomblé, especialista responsável pela execução sacrificial dos animais votivos.

## Candomblé Queto
Os cargos de ogã na nação Queto são assim classificados:
- Alabê, o chefe dos tocadores de atabaques. Dominante do atabaque Rum, que através dele o Orixá fará sua dança e com isso comandando os atabaques Rumpi e Lê.

- Ogã gibonã, um ogã importante, o zelador da casa de Exu; seus conhecimento ajudam na firmeza da casa.

- Ogã Apontado, a pessoa apontada como possível candidato a ogã. Equivalente ao ogã suspenso.

- Ogã Suspenso, a pessoa escolhida por um orixá para ser um ogã, é chamado suspenso, por ter passado pela cerimônia onde é colocado em uma cadeira e suspenso pelos ogãs da casa, significando que, futuramente, será confirmado e passará por todas obrigação para ser um ogã.

Há também outros ogãs como Gaipé, Runsó, Gaitó, Arrou, Arrontodé.

## Candomblé banto
Os cargos de ogã na nação bantu são assim classificados:
- Tatá Ganga Lumbito - Ogã, guardião das chaves da casa.
- Cambondu - Equivalente a ogã para o povo nagô, o plural de cambondu é tumbondu.
- Cambondo Quiçabá - Ogã responsável pelas folhas.
- Tatá Quivonda - Ogã responsável pelos sacrifícios animais (mesmo que axogum).
- Tatá Pocó - Ogã responsável pelos sacrifícios animais mas que foi iniciado para incoce (Ogum para o povo nagô).
- Tatá Muloji - Ogã preparador dos encantamentos com as folhas sagradas e cabaças.
- Tatá Mavambu - Ogã ou filho de santo que cuida da casa de Exu (de preferência um homem; as mulheres não devem exercer essa função, uma vez que mestruam, só o podendo fazer após a menopausa).
- Tatá Canzumbi -  É o Ogã responsável por sacudimentos (Cussaca), carregos e de zelar pela zo (casa) do guardião do candomblé. Também tem a responsabilidade pelos rituais fúnebres.
- Tatá Gimbi - É o Ogã responsável pelas cantigas sagradas (Mimbo Zambire) dos inquices.
- Incica ia ingoma (Xicarangoma) ou muxiqui - O chefe dos tocadores de atabaques, os instrumentos de percussão.

O ogã também tem um papel fundamental,em questão dos rituais e também para invocar a entidade, pois o ogã é o que toca para o santo (seja orixá, preto velho, caboclo, Exu, Erê, Pombagira, Boiadeiro etc.) o ogã depois do pai de santo, babalorixá e o sacerdote, é o mais próximo entre as entidades, pois o contato que o ogã faz é através do atabaque, também podendo dizer "toque para o santo". O ogã tem que gostar do que faz, pois não é só pegar um atabaque e repicar o couro, pois ao tocar, o ogã entra em contato direto com  a entidade, invocando-a no corpo do medium ao cantar. 
Para consagrar um ogã do terreiro ou abaçá, é feito um ritual sagrado, onde deita o atabaque e o ogã, consagrando ele como o que para o santo. Normalmente, é raro haver um terreiro que não tenha um ogã. " Gosto do que faço, quando toco para o santo, vem uma paz enorme em mim, sinto meu corpo leve e uma alegria ao ver o orixá na terra dançando através do toque", diz um ogã de um dos abaçás de Queto. A responsabilidade é muito grande para um ogã, por isso não é bom vacilar ou, como se diz, rebelar contra a entidade, podendo gerar consequências graves, pois o santo cobra em cima daquele filho rebelado ou revoltado. 